# Hernán Morales
Hernán Morales Martínez (San José, 27 aprile 1951) è un ex calciatore costaricano, di ruolo centrocampista.

## Biografia
Nato a San José il 27 aprile 1951 da Hernán Morales Hernández e Melba Martínez Aguilar. Dopo il ritiro dall'attività agonistica è diventato un apprezzato commentatore sportivo per varie televisioni costaricane.

## Caratteristiche tecniche
Centrocampista sinistro, era considerato uno dei più forti giocatori costaricani in quel ruolo degli anni '70. Si è distinto per il suo gioco semplice e intelligente, oltre ad essere dotato di un ottimo colpo di testa. Molto agile e dalla tecnica squisita, dimostrava grande facilità nel segnare, soprattutto di testa.

## Carriera

### Club
Si forma nel Saprissa, esordendo con una rete decisiva nell'1-0 esterno contro il Ramonense il 21 marzo 1971. Con i viola vince da protagonista sei campionati costaricani, vinti consecutivamente dal 1972 al 1977, una coppa nazionale, una supercoppa e, in ambito internazionale, due Torneo Fraternidad.
Durante la sua militanza nel Saprissa passò in prestito alla franchigia statunitense dei S.J. Earthquakes, ove però non giocò mai a causa di un persistente infortunio alla caviglia che lo costrinse al ritorno anticipato in patria.
Nel 1978, entrato in conflitto con la dirigenza, si svincola dal club per ₡50.000, accasandosi poi al Cartaginés. Con i bianco-azzurri ha vinto una Supercoppa della Costa Rica, e vi militò sino al 1982, anno della retrocessione in cadetteria del club.

### Nazionale
Ha militato nella nazionale costaricana dal 1971 al 1976, giocando 19 incontri e segnando 2 reti. Con la sua nazionale ha partecipato al Campionato CONCACAF 1971, tenutosi a Trinidad e Tobago, e chiuso al terzo posto finale.

## Statistiche

### Cronologia presenze e reti in nazionale[4]
| Cronologia completa delle presenze e delle reti in nazionale ― Costa Rica | Cronologia completa delle presenze e delle reti in nazionale ― Costa Rica | Cronologia completa delle presenze e delle reti in nazionale ― Costa Rica | Cronologia completa delle presenze e delle reti in nazionale ― Costa Rica | Cronologia completa delle presenze e delle reti in nazionale ― Costa Rica | Cronologia completa delle presenze e delle reti in nazionale ― Costa Rica | Cronologia completa delle presenze e delle reti in nazionale ― Costa Rica | Cronologia completa delle presenze e delle reti in nazionale ― Costa Rica |
| Data                                                                      | Città                                                                     | In casa                                                                   | Risultato                                                                 | Ospiti                                                                    | Competizione                                                              | Reti                                                                      | Note                                                                      |
| ------------------------------------------------------------------------- | ------------------------------------------------------------------------- | ------------------------------------------------------------------------- | ------------------------------------------------------------------------- | ------------------------------------------------------------------------- | ------------------------------------------------------------------------- | ------------------------------------------------------------------------- | ------------------------------------------------------------------------- |
| 20-11-1971                                                                | Port of Spain                                                             | Cuba                                                                      | 0 – 3                                                                     | Costa Rica                                                                | Campionato CONCACAF 1971                                                  | -                                                                         |                                                                           |
| 24-11-1971                                                                | Port of Spain                                                             | Costa Rica                                                                | 0 – 0                                                                     | Haiti                                                                     | Campionato CONCACAF 1971                                                  | -                                                                         | 46’                                                                       |
| 27-11-1971                                                                | Port of Spain                                                             | Costa Rica                                                                | 2 – 1                                                                     | Honduras                                                                  | Campionato CONCACAF 1971                                                  | 1                                                                         |                                                                           |
| 2-12-1971                                                                 | Port of Spain                                                             | Messico                                                                   | 1 – 0                                                                     | Costa Rica                                                                | Campionato CONCACAF 1971                                                  | -                                                                         | 32’                                                                       |
| 5-12-1971                                                                 | Port of Spain                                                             | Trinidad e Tobago                                                         | 3 – 1                                                                     | Costa Rica                                                                | Campionato CONCACAF 1971                                                  | -                                                                         |                                                                           |
| Totale                                                                    |                                                                           | Presenze                                                                  | 5                                                                         |                                                                           | Reti                                                                      | 1                                                                         |                                                                           |

## Palmarès

### Competizioni nazionali
- Campionato costaricano: 6

Saprissa: 1972, 1973, 1974, 1975, 1976, 1977
- Coppa della Costa Rica: 1

Saprissa: 1972
- Supercoppa della Costa Rica: 2

Saprissa: 1976
Cartaginés: 1979

### Competizioni internazionali
- Torneo Fraternidad: 2

Saprissa: 1972, 1973